# Одинцов, Борис Николаевич (1937)
Борис Николаевич Одинцов (род. 28 мая 1937) — советский учёный, лауреат Государственной премии СССР (1982), лауреат Государственной премии Российской Федерации (2000).
Окончил Киевское суворовское военное училище (1954), затем Московский авиационный институт (1960).
В 1962—1990 годах работал в Министерстве оборонной промышленности СССР в должностях старшего инженера, начальника отдела, зам. начальника главного управления.
С 1998 года — генеральный директор ассоциации государственных научных центров «Сириус-О».
С 2006 года включился в литературно-публицистическую деятельность: выступал на литературных конференциях в ИМЛИ им. Горького и Литературном институте им. Герцена, посвящённых творчеству Ю. П. Кузнецова. В 2008—2012 годах — заведующий литературной частью в московском драматическом театре на Перовской.